# 약물동태학

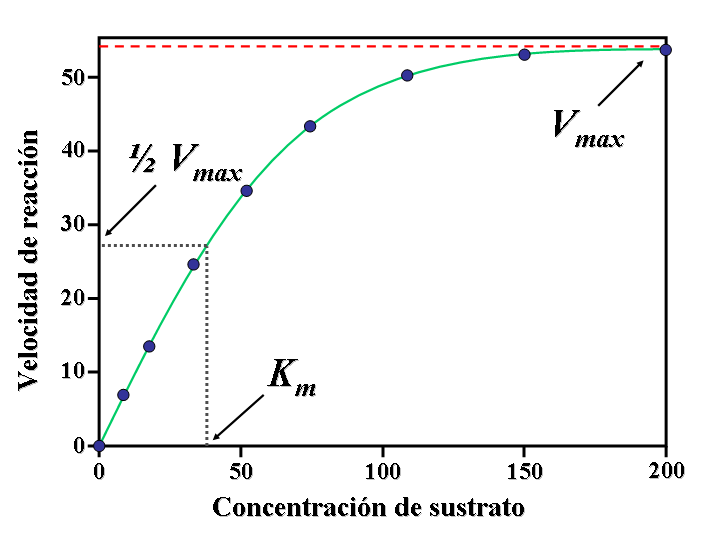
효소와 기질 사이에 미하엘리스-멘텐 식을 만족하는 관계를 보이는 모델을 나타낸 그래프: 기질이 약제학적 약물일 때 약물동태학에서 연구하는 하나의 파라미터이다.

약물동태학(藥物動態學, 영어: pharmacokinetics, PK, 약동학) 또는 약물동력학 또는 약물체내속도론은 약물의 흡수, 분포, 대사, 배설과정을 동역학적 관점에서 해석하고 예측하고자 하는 약물학의 세부 학문이다. 영문 Pharmacokinetics는 고대 그리스어로 약물을 의미하는 pharmakon과 움직임을 의미하는 kinetikos의 합성어이다.
약물동태학은 특정 약물이 투여된 이후에 생체가 그 약물에 어떤 영향을 어떻게 미치는지, 흡수와 분포의 기전, 체내에서 물질의 화학적인 변화 (예를 들어 시토크롬 P450이나 글루크로노실 트랜스퍼라제와 같은 대사 효소에 의한 화학적 변화), 그리고 약물 대사체의 영향과 배설 경로를 설명한다. 약물의 약물동태학적 특성은 투여되는 약물의 투여 경로와 투여량과 같은 요소에 영향을 미칠 수 있다. 이런 것들이 흡수 속도에 영향을 줄 수 있다. 약물동태학은 약물동력학과 함께 연구되는 경우가 많고, 약물동력학은 약물이 생체에 미치는 약리학적 영향에 대한 연구이다. 

약물동태학은 화학물질에 대한 인체의 효과를 다룬다.(반감기나 분포 용적) 반면 약물동력학(pharmacodynamics)은 인체에 대한 화학물질의 효과를 다룬다.(기대 효과나 독성)
물리학과 화학에서 kinetics는 운동학, 동역학, 반응 속도론, 속도론, 반응 역학이라는 뜻이고, dynamics는 동역학, 역학, 동력학이라는 뜻이다.

## 지표들
다음은 약물동태학에서 흔히 사용하는 지표들이다.
| 특성           | 설명                                                                             | 예제 값      | 상징                            | 수식 |
| -------------- | -------------------------------------------------------------------------------- | ------------ | ------------------------------- | --- |
| 투여량         | 투여되는 약물의 양                                                               | 500 mg       | {\displaystyle D}               | 설계하는 값 |
| 투여 간격      | 투여량을 투여하는 사이 시간 간격, 타우                                           | 24 h         | {\displaystyle \tau }           | 설계하는 값 |
| Cmax           | 약물이 투여된 이후 약물의 최고 농도                                              | 60.9 mg/L    | {\displaystyle C_{max}}         | 직접 측정하는 값 |
| tmax           | Cmax에 도달하는데 걸리는 시간                                                    | 3.9 h        | {\displaystyle t_{max}}         | 직접 측정하는 값 |
| Cmin           | 다음 투여량을 투여하기 직전에 도달한 가장 낮은 약물 농도                         | 27.7 mg/L    | {\displaystyle C_{min,ss}}      | 직접 측정하는 값 |
| 분포용적       | 약물이 분포하는 겉보기 부피 (즉, 약물이 신체에 분포하는 정도와 농도에 연관된 값) | 6.0 L        | {\displaystyle V_{d}}           | {\displaystyle V_{ss}={{D\cdot MRT} \over {AUC}}}                                                                       |
| 농도           | 주어진 부피의 혈장에 들어있는 약물의 양                                          | 83.3 mg/L    | {\displaystyle C_{0},C_{ss}}    | {\displaystyle ={D \over V_{d}}}                                                                                        |
| 제거 반감기    | 약물의 농도가 원래 농도의 절반으로 줄어드는데 걸리는 시간                        | 12 h         | {\displaystyle t_{1 \over 2}}   | {\displaystyle ={ln(2) \over k_{e}}}                                                                                    |
| 제거 속도 상수 | 체내에서 약물이 제거되는 속도 상수                                               | 0.0578 h-1   | {\displaystyle k_{e}}           | {\displaystyle ={ln(2) \over t_{1 \over 2}}={CL \over V_{d}}}                                                           |
| 주입 속도      | 평형상태에 도달하기 위해서 일정한 속도로 약물을 생체에 주입하는 속도             | 50 mg/h      | {\displaystyle k_{in}}          | {\displaystyle =C_{ss}\cdot CL}                                                                                         |
| 곡선 아래 면적 | 농도-시간 곡선의 적분 값 (단회 투여나 평형상태 이후)                             | 1,320 mg/L·h | {\displaystyle AUC_{0-\infty }} | {\displaystyle =\int \limits _{0}^{\infty }C\operatorname {d} \!t}                                                      |
| 곡선 아래 면적 | 농도-시간 곡선의 적분 값 (단회 투여나 평형상태 이후)                             | 1,320 mg/L·h | {\displaystyle AUC_{\tau ,ss}}  | {\displaystyle =\int \limits _{t}^{t+\tau }C\operatorname {d} \!t}                                                      |
| 평균 체류시간  | 약물이 체내에 머무르는 평균 시간                                                 |              | {\displaystyle MRT}             | {\displaystyle ={\int _{0}^{\infty }{t\cdot C\operatorname {d} \!t} \over \int _{0}^{\infty }{C\operatorname {d} \!t}}} |
| 클리어런스     | 단위 시간당 약물이 제거되는 혈장의 부피                                          | 0.38 L/h     | {\displaystyle CL}              | {\displaystyle =k_{e}\cdot V_{d}={D \over AUC}}                                                                         |
| 생체이용률     | 복용한 약물 중 체순환으로 이행하는 약물의 비율                                   | 0.8          | {\displaystyle f}               | {\displaystyle ={AUC_{PO}\cdot D_{IV} \over AUC_{IV}\cdot D_{PO}}}                                                      |

## 약물의 생체내 움직임
생체에 약물을 투여한 후에 체내에서 어떠한 움직임을 나타낼지를 분명히 하는 것이 약물동태학의 목적 중 하나이다. 약물의 체내 움직임은 일반적으로 다음의 4 단계로 구성된다고 생각되고 있다.
- 흡수(absorption)

약물이 투여 부위에서 혈액 및 임파액 속으로 이행하는 과정을 흡수라고 한다.
- 분포(distribution)

혈중의 약물이 조직과 세포로 이행하는 과정.
- 대사(metabolism)

생체내의 효소에 의해 약물이 다른 화학 구조를 가진 화합물로 변환되는 과정을 말한다. 주로 친수성이 커지는 방향으로 일어난다. 배설(excretion)과 함께 약물 제거(elimination)의 한 경로다. 경구적으로 투여했을 경우, 전신 순환에 이르기까지 간에서의 대사, 소장에서의 대사 등에 의한 초회 통과 효과(first-pass metabolism)가 있다.
- 배설(excretion)

약물 혹은 그 대사물이 체외에 배출되는 과정.
머리 글자를 따서 흡분대배 또는 ADME라고 부르는 경우도 있다.

## 약물 속도 이론
약물 투여에서 일정시간 후의 약물 혈중농도를 이론적으로 계산하여 예측하는 것을 목적으로 하는 학문이다. 혈중농도의 예측은 임상에 있어서의 약물 투여 계획의 작성이나 의약품의 연구 개발 등에 있어 중요하다.

## 컴파트먼트 모델
생체 내 약물의 움직임을 설명하기 위해서 생체를 간략화한 모델이다. 혈중의 약물 농도가 일정 비율로 변화할 때 생체 내 약물의 농도가 같은 비율로 균일하게 변한다고 가정하고 약물의 체내 동태를 해석하는 모델을 가장 간단한 1-컴파트먼트 모델이라고 한다.

## 인접학문과의 차이
약력학과의 차이
약물유전체학과의 차이

## 같이 보기
- 약리학
- 약물동력학
- PK/PD이론
- 능동수송, 수동수송
- 청소율